# PetroChina
PetroChina (кит.: 中国石油天然气股份有限公司, піньінь: zhōngguó shíyóu tiānránqì gǔfèn yǒuxiàn gōngsī, Петрочайна) — китайська нафтогазова компанія. PetroChina була створена як частина китайської державної CNPC у листопаді 1999 року. У ході реструктуризації CNPC до складу PetroChina було переведено активи з видобутку, переробки, нафтохімії та природного газу. Організаційно-правова форма PetroChina — акціонерна компанія. Контрольний пакет акцій PetroChina належить CNPC. Штаб-квартира — у Пекіні. Більше 60 % виручки посідає КНР. У списку найбільших компаній світу Forbes Global 2000 за 2022 рік посіла 21-е місце (5-те за розміром виручки, 56-е за чистим прибутком, 104-е за активами і 80-е за ринковою капіталізацією).

## Історія
До кінця 1970-х років КНР увійшла до найбільших нафтовидобувних країн, видобуючи близько 100 млн тонн нафти на рік, проте нафтогазовидобувні та нафтопереробні активи були розкидані по різних компаніях та державних відомствах. У 1980-х роках з них були сформовані кілька великих корпорацій, Китайська національна шельфова нафтова корпорація (1982 рік), Китайська нафтохімічна корпорація (1983 рік), Китайська національна корпорація (CNPC, 1988). 5 листопада 1999 року остання створила дочірню компанію China National Petroleum Co., Ltd. (скорочено PetroChina), до якої були включені найцінніші активи CNPC, проте лише третина від півтора мільйона співробітників.
У 2000 році було зроблено первинне розміщення акцій PetroChina на Гонконгській та Нью-Йоркській фондових біржах, яке в цілому розчарувало, сума підписки на акції склала $2,9 млрд замість $7 млрд, що очікувалися, 20 % з них придбала британська BP; більшість пенсійних фондів США бойкотувала пропозицію акцій через зв'язки CNPC з військовим режимом у Судан, забруднення навколишнього середовища в Тибеті та утискання прав робітників.
У вересні 2005 року було проведено додаткову емісію акцій (3 млрд акцій класу H за ціною HK$6 за акцію).